# Magnolia obovata
Magnolia obovata (sin. M. hypoleuca), la magnolia japonesa de hojas grandes,  es una especie de árbol perteneciente a la familia Magnoliaceae, nativa de  Japón y las adyacentes  Islas Kuriles de Rusia. Crece en alturas de 1,800 m s. n. m. en los bosques.

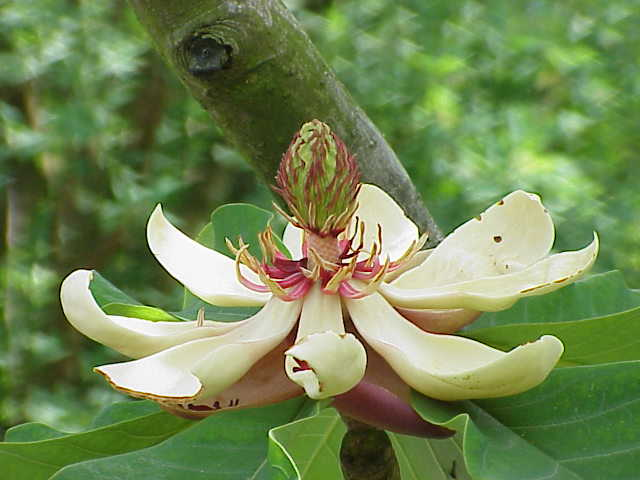
Detalle de la flor

## Características
Es un árbol caduco de tamaño medio que alcanza los 15-30 m de altura, con la corteza gris. Las hojas son grandes de 16-38 cm (raro a los 50 cm) de longitud y  9-20 cm (raro 25 cm) de ancho, coriáceas, de color verde arriba, plateado o grisáceo debajo, se agrupan en conjuntos de cinco a ocho al final de las ramas. Las flores son grandes de 15-20 cm de diámetro. El fruto es oblongo cilíndrico de 12-20 cm de longitud y 6 cm de ancho, rojo brillante, cada folículo contiene una o dos semillas.

### Usos
La madera es fuerte, ligera y fácil de trabajar.

## Taxonomía
Magnolia obovata fue descrito por Carl Peter Thunberg y publicado en Transactions of the Linnean Society of London 2: 336. 1794.
Etimología
Magnolia: nombre genérico otorgado en honor de Pierre Magnol, botánico de Montpellier (Francia).
obovata: epíteto latino que significa "obovada, con forma de huevo invertido".
Sinonimia
- Yulania japonica var. obovata (Thunb.) P.Parm., Bull. Sc. France Belgique 27: 258 (1896).
- Magnolia glauca Thunb., Fl. Jap.: 236 (1784), nom. illeg.
- Magnolia hirsuta Thunb., Pl. Jap. Nov. Sp.: 8 (1824), nom. nud.
- Magnolia hoonoki Siebold, Verh. Batav. Genootsch. Kunsten 12: 50 (1830), no diagnostic descr.
- Magnolia hypoleuca Siebold & Zucc., Abh. Math.-Phys. Cl. Königl. Bayer. Akad. Wiss. 4: 187 (1845).
- Magnolia hypoleuca var. concolor Siebold & Zucc., Abh. Math.-Phys. Cl. Königl. Bayer. Akad. Wiss. 4: 187 (1845).
- Magnolia honogi P.Parm., Bull. Sc. France Belgique 27: 195 (1896).
- Houpoea obovata (Thunb.) N.H.Xia & C.Y.Wu, in Fl. China 7: 65 (2008).[4][5]